# This House Has People in it
Pour plus de détails, voir Fiche technique et Distribution.
This House Has People in It est un court métrage d'horreur analogique américain de 2016 réalisé par Alan Resnick et produit par sa société de production, AB Video Solutions, avec Williams Street. Il a été diffusé le 15 mars 2016 dans le cadre du programme Infomercials d'Adult Swim. Présenté comme une vidéo de surveillance à l'intérieur d'une maison de banlieue, ce court métrage de 11 minutes suit des parents, Ann et Tom, alors qu'ils font face aux conséquences d'une dispute avec leur fille adolescente, allongée sur le sol en signe de protestation. Les choses empirent lorsqu'une force invisible commence à la tirer à travers le sol, puis tente de le faire sur les personnes à l'extérieur de la maison.
Ce court métrage a été écrit, produit et interprété par des membres du collectif comique de Baltimore Wham City, dont Alan Resnick, Robby Rackleff, Dina Kelberman, Ben O'Brien et Cricket Arrison. Un lien à la fin du film conduit les spectateurs vers un jeu en réalité alternée (ARG) entourant le film et créé par Kelberman. Le film a été salué par la critique, notamment pour son ton dérangeant et sa composante transmédia. Beaucoup le considèrent comme le « chef-d’œuvre » d’Alan Resnick.

## Synopsis
Une famille de banlieue est surveillée par des caméras de sécurité placées dans toute leur maison et par une société appelée AB Surveillance Solutions le jour de la fête d'anniversaire de leur fils, Jackson (« Sujet 4 »). Le film est d'ailleurs présenté comme un found footage. Les parents, Ann (« Sujet 1 ») et Tom (« Sujet 2 »), tout en tenant leur bébé, se disputent dans la cuisine au sujet de leur fille adolescente, Madison (« Sujet 3 »), alors qu'elle est allongée sur le sol derrière eux. Alors que Jackson et sa grand-mère (« Sujet 5 ») sont assis dans le salon, un autre homme, Dennis (« Sujet 6 »), fait des travaux manuels au sous-sol sous la cuisine où se trouvent Ann et Tom.
Après avoir essayé de relever sa fille du sol, Tom se rend compte qu'elle est coincée et ne bouge pas, et ni lui ni Ann ne savent pourquoi. Tous deux tentent frénétiquement et sans succès de la soulever du sol alors que les invités arrivent pour la fête d'anniversaire de Jackson. Jackson arrive dans la cuisine et, en larmes, Tom lui demande de garder ses invités dehors. Madison commence à s'enfoncer dans le sol et à travers le plafond du sous-sol. Les invités de la fête d'anniversaire de Jackson se rassemblent dans la cour avant sans lui. Dennis, après avoir vu Madison dans la cuisine, retourne au sous-sol avec Ann et essaie de la pousser vers le haut à l'aide d'une planche de bois. Il remonte bientôt à l'étage et commence à couper autour d'elle avec une scie.
Tom remet le bébé à la grand-mère, qui le pose sur le sol et continue de regarder la télévision pendant que le bébé s'éloigne en rampant. Il se rend au sous-sol et s'énerve en s'adressant à Ann, puis à lui-même, à propos de leur lien familial mis à l'épreuve. Alors que la fumée s'échappe du four de la cuisine, la maison commence à se remplir de fumée. Dans la cour avant, les enfants ouvrent les cadeaux d'anniversaire de Jackson et commencent à les détruire. Ann et Dennis prennent le matelas du lit de Jackson et l'apportent au sous-sol, le plaçant sous Madison pour l'attraper. Elle tombe sur le matelas et le flux s'interrompt brièvement avant de montrer un matelas vide et les enfants dans la cour avant, allongés sur le sol. Un lien vers le site Web d'AB Surveillance Solutions apparaît à l'écran à la fin.

## Distribution

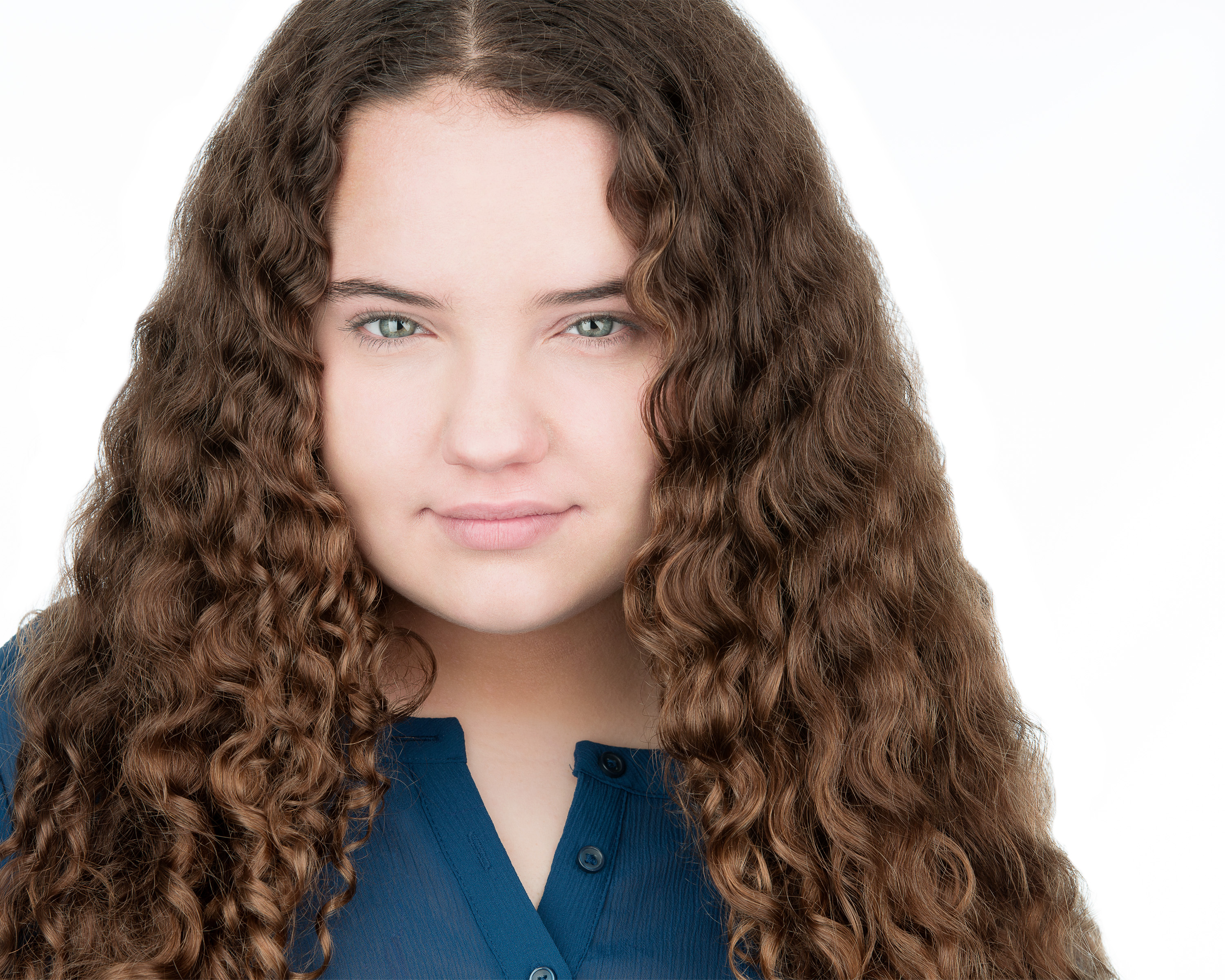
Rory Ogden (photo) joue le rôle de Madison

- Naomi Kline : Ann / Sujet « Subject » 1
- Robby Rackleff : Tom / Sujet 2
- Rory Ogden : Madison / Sujet 3
- Jackson Manning : Jackson / Sujet 4
- Sharyn Kmieciak : la Grand-mère / Sujet 5
- Ben O'Brien : Dennis / Sujet 6
- Violet Stack : le Bébé
- Stephanie Barber : Invité « Guest » 1
- Evelyn Bachman : Invité 2
- James Bachman : Invité 3
- Adam Bachman : Invité 4
- Dakota Sullivan : Invité 5
- Jeri Forman : Invité 6
- Anderson Brexler : Invité 7
- Jo Keller : Invité 8
- Ben Keller : Invité 9
- Max Keller : Invité 10
- Alan Resnick : Homme à la télévision / Sculpteur
- Cricket Arrison : Amie de la famille

## Production et sortie
Le comédien et artiste Alan Resnick, qui a écrit et réalisé This House Has People in It, s'est fait connaître grâce à sa chaîne YouTube « alantutorial », que le magazine Vice a décrite comme un « mélange de creepypasta et de séries » et qui a publié des vidéos de 2011 à 2014. This House Has People in It a été produit par AB Video Solutions, sa société de production, avec Ben O'Brien, Dina Kelberman, Robby Rackleff et Cricket Arrison, tous membres du collectif de comédie Wham City basé à Baltimore. Il s'agit de la suite de leur court métrage d'horreur Unedited Footage of a Bear, qui a été diffusé en première sur Adult Swim dans le cadre de leur programme Infomercials.
This House Has People in It a d'abord été conçu par Rackleff comme étant l'histoire d'une secte vivant dans un complexe, où ils seraient filmés « comme une émission WB des années 90 », tandis que le ton deviendrait « plus granuleux », « plus sinistre » et « menaçant » chaque fois qu'ils quitteraient le complexe pour sortir, ce qui serait filmé avec une caméra différente. Resnick et Kelberman ont alors eu l'idée de diffuser des images de surveillance d'une famille de banlieue en train de se disputer sans contexte lors d'une émission télévisée. Rackleff a déclaré qu'il avait été inspiré par les images d'horreur trouvées du Projet Blair Witch, tandis que Resnick a déclaré que la nature « troublante » des vidéos de mauvaise qualité qu'il avait observées lorsqu'il avait commencé à apprendre à utiliser des caméras vidéo avait eu une influence sur les techniques du film
This House Has People in It devait initialement être une série, chaque épisode ayant un ton ou un genre différent, mais a fini par être un court métrage. Le tournage a été réalisé avec des caméras de sécurité placées dans différentes pièces et surveillées par Resnick, ainsi qu'avec une caméra panoramique, inclinable et zoom qu'il contrôlait avec un joystick. Selon Rackleff, les premiers scénarios tournaient autour de l'idée de « l'âge adulte comme douleur », les événements du film transformant les parents en « personnifications exagérées » de leur douleur. D'autres thèmes abordés dans le film incluent la maladie mentale et la famille comme « forme naturelle de surveillance ».
This House Has People in It a été diffusé pour la première fois à 4 heures du matin heure de l'est sur Adult Swim le 15 mars 2016 dans le cadre de l'une de leurs Infomercials et a également été mise en ligne sur YouTube.

### Jeu en réalité alternée
Le lien à la fin du film, absurveillancesolutions.com, menait à un jeu en réalité alternée (ARG) créé par Kelberman, qui a conçu le site Web et, selon Resnick, voulait « faire quelque chose de si alambiqué que seule la personne la plus impliquée le comprendra pleinement ». La connexion au site Web à l'aide d'un numéro de compte affiché au début du film, 00437, et du mot de passe « bedsheets » (draps de lits en français), qui est affiché sur le réfrigérateur de la cuisine dans le film, conduirait à un « journal de sécurité » sur la famille contenant des fichiers audio, des fichiers texte, des vidéos, des images et des liens cachés trouvés grâce à des indices dissimulés dans le court métrage,.
Un subreddit a été créé pour cataloguer les découvertes au sein de l'ARG, qui contient d'autres médias et sujets fictifs, notamment une série intitulée The Sculptor's Clayground, une mascotte de dessin animé bleue nommée Boomy the Cat et une maladie mystérieuse appelée Lynks, qui sont tous référencés dans le film lui-même. Le Youtubeur Night Mind a également mis en ligne une vidéo compilant toutes les découvertes de l'ARG. Kelberman a déclaré qu'il y avait tellement de détails au sein de l'ARG que « je ne pense pas qu'aucun d'entre nous les connaisse tous ». A l'échelle française, le YouTubeur Feldup a parlé du court métrage dans une vidéo intitulée "Cette MAISON CACHE un ÉNORME MYSTÈRE", sortie en février 2024.

## Accueil des critiques
Le magazine Vice a décrit This House Has People In It comme « bizarrement horrible » et « un mélange de Too Many Cooks et de Paranormal Activity complètement bizarre ». DJ Pangburn a écrit dans la même publication que « le plaisir de découvrir [ This House Has People in It ] réside dans l'exploration des différents médias qui le composent ». Le Fast Company de Joe Berkowitz a écrit peu après sa sortie que This House Has People in It était « une autre victoire pour le créneau horaire de 4 heures du matin où tout est permis sur Adult Swim », le qualifiant d' « effrayant » avec « une prémisse bizarre ». Selon, le magazine, le film « met les spectateurs au défi de le comprendre ». Ellie Houghtaling de Mashable a inclus en 2019 This House Has People in It dans une liste des « meilleurs courts métrages dérangeants, perturbants et effrayants de ces dernières années », écrivant qu'il s'agissait d'un « projet de définition sur les cryptides » qui devenait de plus en plus effrayant « à mesure qu'on l'examinait de plus près ». Wesley Lara du site web Bloody Disgusting a écrit en 2020 que le fait que le film soit présenté comme une séquence de caméra de sécurité « amplifiait la nature dérangeante de ce qui se passe à un degré supérieur » et qu'il s'agissait de « l'un des segments [d'infomercials ] les plus notoires ».
En 2022, Collider a classé This House Has People In It comme l'une des meilleures séries d'horreur analogiques sur YouTube, Samantha Graves écrivant qu'elle contenait « beaucoup d'aspects d'horreur du type 'clignez des yeux et vous le manquerez' » et des « moments effrayants » et la décrivant comme « troublante ». Lex Briscuso de /Film a salué This House Has People In It en 2023 comme un « cauchemar d'horreur analogique » et « le joyau déterminant d'Adult Swim » pour son concept unique, son histoire spécifique, sa conception de la production, sa construction du monde, les performances « brillantes et farfelues » des acteurs — en particulier celle de Rackleff, dont Briscuso a écrit qu'il avait une « intensité féroce » qui « force le public à se familiariser intimement avec la terreur à laquelle cette famille est confrontée » — et le « sens de l'humour singulièrement étrange » de Resnick. Pour Little White Lies en 2024, Sam Moore a écrit que le film « capture une anxiété en ligne très spécifique : ce que signifie être constamment vu, que vous le vouliez ou non » et a comparé la chute de Madison au sol à un pépin et à « cette étrange sensation de tomber du bord de la carte ». Toujours en 2024, pour Bloody Disgusting, Luiz HC écrivait que This House Has People in It était une « bizarrerie transmédia » avec une « abondance de matériel supplémentaire ».